# Ematurga evanescens
Ematurga evanescens là một loài bướm đêm trong họ Geometridae.